# Ögiynuur
Ögiynuur (mongoliska: Өгийнуур Сум, Өгийнуур, Ögiynuur Sum) är ett distrikt i Mongoliet.   Det ligger i provinsen Archangaj, i den centrala delen av landet, 300 km väster om huvudstaden Ulaanbaatar.